# Viktor Potapov
Viktor Yakovlevich Potapov (Dolgoprudny, 29 de março de 1947 - Dolgoprudny, 10 de dezembro de 2017) foi um velejador soviético. Foi medalhista de bronze olímpico na classe finn.

## Carreira
Viktor Potapov representou seu país nos Jogos Olímpicos de 1972, 1976 e 1980, na qual conquistou medalha de prata na classe finn em 1972. 